# Fausserole
La fausserole est, dans le folklore français, une fée ou une créature maléfique.
Selon Paul Sebillot, il s'agit d'une créature prenant l'apparence d'un chien ou d'un veau issue du folklore de Saint-Cast, qui a pour habitude de renverser les gens. Elle aurait ainsi bousculé le recteur de l'église du village en 1832. On retrouve à Saint-Cast un lieu-dit "la Fausserole", qui aurait tiré ou donné son nom à la bête. Pour Marie-Charlotte Delmas, il s'agit peut être d'un lutin capable de changer de forme
Selon Pierre Dubois il s'agirait plutôt d'une fée qui a été bannie du royaume des fées pour sa méchanceté. Elle a l'apparence d'une jolie jeune femme vêtue de blanc et va de village en village. Elle se fait apprécier de son voisinage afin de trouver un époux et, une fois mariée, elle tue son époux en absorbant son essence vitale.